# Ambinanitelo
Ambinanitelo est une commune rurale malgache dans la région d'Ambatosoa.